# Agouticarpa isernii
Agouticarpa isernii là một loài thực vật có hoa trong họ Thiến thảo. Loài này được (Standl.) C.H.Perss. mô tả khoa học đầu tiên năm 2003.